# 卡西特里德島
卡西特里德島（The Cassiterides），意為錫島,來自希臘文的κασσίτερος, kassíteros“錫”),是一个古老的岛屿地理名称，被认为位于欧洲西海岸附近。

## 古代地理學
希罗多德(公元前430年)只是模模糊糊地听说过锡石，“据说锡就是从锡中来的”，但他并不认为这些岛屿具有传奇色彩。后来的作家——波西多尼乌斯、狄奥多罗斯·西库鲁斯、斯特拉博和其他一些人——把这些岛屿称为伊比利亚半岛西北海岸的小岛(斯特拉博说，“离得很远”)，那里有锡矿，或者，根据斯特拉博的说法，有锡矿和铅矿。《狄奥多鲁斯》中的一段话，它的名字来源于他们离伊比利亚西北部锡区很近。托勒密和狄俄尼索斯·佩里格提斯提到过它们——前者是伊比利亚半岛西北部远离海岸的十个小岛，象征性地排列成一个圆环，后者与神话中的赫斯帕里德斯有关。波ponius Mela描述了这些岛屿同样富含铅;在他所写的关于加的斯和卢西塔尼亚群岛的同一段中，最后一段提到了它们，并把它们放在了Celtici。下面的段落描述了塞因岛和英国。

《环球航行》（Circumnavigation of the World）这首诗可能写于公元前一世纪，它的匿名作者被称为“伪scymnus”（ "Pseudo-Scymnus," ），这首诗把两个锡岛放在亚得里亚海的上半部分，并提到了Cres岛上的Osoron市场，在那里可以买到高质量的锡。另一方面，老普林尼则代表着面对塞尔蒂贝利亚的Cassiteridesas。